# V. Lakshminarayana

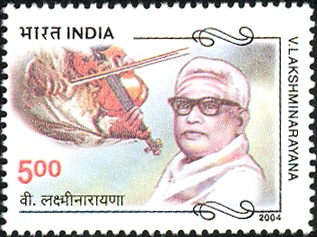
V. Lakshminarayana

Vaidyanathan Lakshminarayana Iyer (* 11. Januar 1911 in Alappuzha; † 4. Dezember 1990) war ein indischer Sänger, Geiger, Komponist und Musikpädagoge.

## Leben
V. Lakshminarayana hatte in seiner Kindheit zunächst Gesangsunterricht. Seine Violinlehrer wurden T. Abhiramasundari, eine Enkelin von Veena Dhanammal und Tiruparkadal Srinivasa Iyengar, ein Schüler von Naina Pillai. 1933 heiratete er die Sängerin und Vinaspielerin Seeta Lakshmi. Von 1936 bis 1945 wirkte er als Professor für Musik am Jaffna College auf Ceylon. In dieser Zeit trat er als auf Ceylon als Sänger, Geiger und Begleiter indischer Musiker, die das Land besuchten auf und organisierte u. a. in Colombo ein Konzert mit dem Geiger Kumbakonam Rajamanickam Pillai.
Nach seiner Rückkehr nach Indien lebte er in Madras. Nachdem er von 1952 bis 1958 erneut in Jaffna unterrichtet  hatte, ließ er sich wieder in Madras nieder. In den USA hatte er eine Gastprofessur am California Institute of the Arts inne. Der Indian Music Circle verlieh ihm den Ehrentitel Sangeeta Chakravarty. Die Musikakademie Madras nahm ihn 1992 posthum in ihre Hall of Fame auf. Die indische Post erinnerte 2004 mit einer Briefmarke für 5 Rupien an den Musiker.
V. Lakshminarayana hatte fünf Brüder und zwei Schwestern. Seine Brüder waren ebenfalls Musiker, besonders bekannt wurden der Sänger Ramnad Krishnan und die Mridangamspieler Ramnad Easwaran und Ramnad Raghavan. Selbst hatte er sechs Kinder, die er selbst in Gesang und Violine unterrichtete. Seine drei Töchter widmeten sich vorrangig der Lehrtätigkeit. Seine Söhne sind die Geiger L. Vaidyanathan, L. Subramaniam und L. Shankar, die sowohl als Solisten als auch in Duoformationen und als Trio bekannt wurden. In der nächsten Generation setzen die Geigerinnen M. Lalitha und M. Nandini die musikalische Tradition der Familie fort.